# قناظار (يافع)

تعديل مصدري - تعديل

قناظار هي إحدى قرى عزلة لبعوس بمديرية يافع التابعة لمحافظة لحج، بلغ تعداد سكانها 40 نسمة حسب تعداد اليمن لعام 2004.